# William Gascoigne
William Gascoigne (Gawthorpe, ca. 1350 - 17 december 1419) was Lord Chief Justice van Engeland ten tijde van de regering van Hendrik IV van Engeland.

## Biografie
William Gascoigne werd geboren in het dorp Gawthorpe in Yorkshire. Hij was een zoon van William Gascoigne en Agnes Frank en was de oudste van een vijftal broers. Hij zou gestudeerd hebben aan de Universiteit van Cambridge en zou een rechtenstudie hebben gevolgd aan de Inner Temple. Hij werkte eerst in dienst van koning Richard II van Engeland, maar werd ook ingehuurd door Hendrik van Bollingbroke, de latere koning Hendrik IV. Na de troonsbestijging van Hendrik IV benoemde deze Gascoigne tot zijn Chief Justice op 15 november 1400. Gascoigne maakte in 1405 deel uit van de rechtbank die bisschop Richard Scope, die in opstand was gekomen tegen Hendrik IV, moest veroordelen. Toen puntje bij paaltje kwam weigerde Gascoigne om Scope tot de dood te veroordelen. Tevens waarschuwde hij de koning dat een seculiere rechtbank geen macht had om hem ter dood te veroordelen.
Het verhaal dat William Gascoigne de prins van Wales, Hendrik, in de Tower of London zou hebben opgesloten wordt gezien als niet authentiek. Waarschijnlijk zit er wel een kern van waarheid in het verhaal, namelijk in het feit dat Gascoigne en de prins niet goed met elkaar lagen vanwege het feit dat de prins in de laatste jaren van de regering van zijn vader meer macht naar zich toe probeerde te trekken. Toen Hendrik V in 1413 de troon besteeg als koning van Engeland werd Gascoigne als Chief Justice ook vervangen.

## Huwelijk en kinderen
In 1369 huwde William Gascoigne met Elizabeth de Mowbray, dochter van Roger de Mowbray, en met haar kreeg hij drie kinderen:
- William Gascoigne II (1370–1422)
- Elizabeth Gascoigne
- Margaret Gascoigne

Na haar dood huwde Gascoigne met Joan de Pickering en met haar kreeg hij vijf kinderen:
Sir Christopher Gascoigne,
James Gascoigne,
Agnes Gascoigne,
Robert Gascoigne en
Richard Gascoigne.

## In populaire cultuur
William Gascoigne komt voor in het toneelstuk Hendrik IV, deel twee van William Shakespeare. In de deels hierop gebaseerde film The King werd hij geportretteerd door Sean Harris.